# St. Louis Superman
St. Louis Superman ist ein US-amerikanischer Dokumentar-Kurzfilm von Sami Khan und Smriti Mundhra aus dem Jahr 2019. Er handelt von dem US-amerikanischen Politiker Bruce Franks Jr., der von 2016 bis 2019 im Missouri House of Representatives saß.

## Handlung
Der Film beschreibt Bruce Franks Jr.s Zeit im Repräsentantenhaus in Missouri. Franks Jr. hatte zwei Erweckungserlebnisse, die ihn dazu brachten, Politiker und Aktivist zu werden. Als Jugendlicher musste er mit ansehen, wie sein neunjähriger Bruder beim Fußballspielen vor der Haustür versehentlich in eine Gangschießerei geriet. Das zweite Erlebnis war der Todesfall Michael Brown. Der Film zeigt, wie diese beiden Erlebnisse sein Leben bestimmen. Im Laufe seiner Amtszeit versucht er für seinen Bruder ein Mahnmal zu errichten und wie er zugleich versucht sein Leben als Politiker mit seinem Aktivismus in Einklang zu bringen. Er wird beim Spielen mit seinem Sohn gezeigt, außerdem bei einem Battle-Rap. Stimmen von Kollegen werden außerdem eingeblendet, die trotz unterschiedlicher politischer Meinung Freunde sind. Am Ende gelingt es ihm ein Denkmal für seinen Bruder zu errichten. Eine Texttafel am Ende des Films gibt an, dass er auf Grund psychischer Probleme vor dem Ende seiner Amtszeit aus dem Repräsentantenhaus ausschied.

## Hintergrund
Regie führten Smriti Mundhra und Sami Khan. Der Film wurde von Meralta Films produziert. Er wurde später von MTV Documentary veröffentlicht. Zusammen mit dem Film 17 Blocks war dies die erste Veröffentlichung des Dokumentarfilm-Labels von MTV.

## Veröffentlichung
St. Louis Superman hatte seine Premiere am 24. Februar 2019 auf dem Big Sky Documentary Film Festival, wo er den Jurypreis gewann. Die Fernsehpremiere erfolgte am 18. Mai 2020 auf MTV, VH1 und MTV Two als Simulcast.

## Preise und Auszeichnungen
Der Film gewann den Zuschauerpreis des Hot Docs Canadian International Documentary Festivals sowie der AFI Docs. Außerdem erhielt er eine besondere Erwähnung der Jury beim Tribeca Film Festival.
Der Film wurde bei der Oscarverleihung 2020 als Bester Dokumentar-Kurzfilm nominiert. Er verlor aber gegen Learning to Skateboard in a Warzone (If You’re a Girl).